# Ролф Цинкернагел
Ролф Мартин Цинкернагел (на немски: Rolf Zinkernagel) е швейцарски лекар и експериментален имунолог, носител на Нобелова награда за медицина през 1996 г.

## Биография
Ролф Цинкернагел е роден на 6 януари 1944 г. в Риен, кантон Базел Щат, Швейцария. През 1970 г. завършва с магистърска степен по медицина Университета на Базел. Специализира в Австралийския национален университет в Канбера, където през 1975 г. получава докторска степен. От 1976 до 1979 г. е професор в Изследователския институт „Скрипс“ в Ла Хоя, Калифорния. След това работи в Цюрихския университет до 1992 г. От 1993 г. до пенсионирането си през 2008 г. работи в Института по експериментална имунология към Университетската болница в Цюрих.
През 1981 г. е удостоен с наградата „Клойота“, през 1987 г. с наградата „Уилям Б. Колей“ на Изследователския институт на рака и през 1995 г. наградата за медицина „Алберт Ласкер“.
През 1996 г., заедно с австралиеца Питър Дохърти, е удостоен с Нобелова награда за медицина за описването на механизма, по който лимфоцитите откриват и унищожават клетки, заразени с вируси.
Член е на Консултативния съвет на Изследователския институт на рака, Националната академия на науките, и е научен сътрудник към Австралийската академия на науките от 1996 г.